# Carpophthoromyia tessmanni
Carpophthoromyia tessmanni är en tvåvingeart som först beskrevs av Günther Enderlein 1920.  Carpophthoromyia tessmanni ingår i släktet Carpophthoromyia och familjen borrflugor. Inga underarter finns listade.